# Selaginella radiata
Selaginella radiata är en mosslummerväxtart som först beskrevs av Jean Baptiste Christophe Fusée Aublet, och fick sitt nu gällande namn av Antoine Frédéric Spring. Selaginella radiata ingår i släktet mosslumrar, och familjen mosslummerväxter. Inga underarter finns listade i Catalogue of Life.